# Gunnar Odén

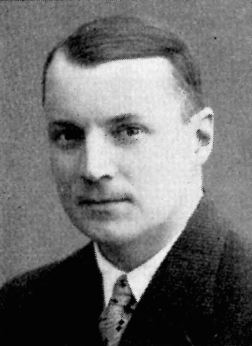
Gunnar Odén.

Karl Gunnar Odén, född 1 mars 1908 i Timrå församling, Västernorrlands län, död 11 januari 1999 i Sandvikens församling, Gävleborgs län, var en svensk kirurg.
Efter studentexamen i Sundsvall 1926 blev Odén medicine kandidat i Stockholm 1929, medicine licentiat där 1933 och medicine doktor i Uppsala 1947 på avhandlingen Final results of osteosynthesis of fractures of the femoral neck ad modum Sven Johansson. Han var assistentläkare på Karlstads lasaretts medicinska och kirurgiska avdelningar 1934, t.f. tredje underläkare på kirurgiska avdelningen 1934–1935, t.f. underläkare på Sankt Eriks sjukhus 1935–1936, Gällivare, Luleå och Ludvika lasarett 1936, assistentläkare på Sankt Eriks sjukhus medicinska avdelning 1936–1937, t.f. underläkare på Sabbatsbergs sjukhus kirurgiska avdelning och Löwenströmska lasarettet 1937, underläkare på Årjängs lasarett 1937–1938, andre och förste underläkare på Kalmar lasaretts kirurgiska avdelning 1938–1943, underläkare på Sahlgrenska sjukhusets kirurgiska klinik 1943–1946, röntgendiagnostiska avdelningen där 1946–1947, förste underläkare och biträdande lasarettsläkare på Skellefteå lasaretts kirurgiska avdelning 1947–1951, var lasarettsläkare i Kisa 1951–1953, i Söderhamn 1954–1957 och överläkare vid kirurgiska kliniken på Sandvikens lasarett 1957–1973. Han författade skrifter i medicin och kirurgi.